# مودي بلوز (باند)
مودي بلوز (بالإنجليزية: The Moody Blues)‏ فريق روك بريطاني من برمنغهام، تشكل في عام 1964. تكون في البداية من عازف لوحة المفاتيح مايك بيندر، وعازف متعدد الآلات راي توماس، وعازف الجيتار ديني لين، وعازف الطبول غرايم إيدج، وعازف الجيتار كلينت وارويك. برز الفريق وهو يعزف موسيقى الإيقاع والبلوز. قاموا ببعض التغييرات في الموسيقيين ولكنهم استقروا على قائمة من بيندر وتوماس وإيدج وعازف الجيتار جاستن هايوارد وعازف الجيتار جون لودج، الذين ظلوا سويًا في معظم «العصر الكلاسيكي» للفرقة في أوائل السبعينيات.
كان ألبومهم الثاني «مرت أيام المستقبل Days of Future Passed»، والذي صدر عام 1967، عبارة عن اندماج موسيقى الروك مع الموسيقى الكلاسيكية مما جعل الفرقة رائدة في تطوير فن الروك والروك التقدمي progressive rock.
تجول الفريق على نطاق واسع خلال أوائل السبعينيات، ثم توقفت لفترة طويلة من عام 1974 حتى عام 1977. غادر المؤسس مايك بيندر الفريق بعد عام من إعادة تشكيله وحل محله عازف لوحة المفاتيح السويسري باتريك موراز في عام 1978، وأصبح صوت الفريق أكثر موالفة وأنتج ألبوم «الجانب الآخر من الحياة The Other Side of Life» في عام 1986، مما منحهم أول ألبوم يربح ثلاث أغنيات فردية منه في الولايات المتحدة المركز الأول. أدت المشكلات الصحية إلى تقلص دور المؤسس راي توماس طوال الثمانينيات، على الرغم من انتعاش مساهماته الموسيقية بعد مغادرة موراز في عام 1991. تقاعد توماس من الفرقة في عام 2002.
كان آخر ألبوم للفرقة هو «ديسمبر» عام 2003، وهي مجموعة من موسيقى عيد الميلاد. استمر الفريق في القيام بجولات وعروض طوال العقد الأول من القرن الحادي والعشرين وما زالوا يجتمعون بشكل دوري للأحداث والحفلات الموسيقية لمرة واحدة والجولات القصيرة والرحلات البحرية.

## أنجح أغاني الفريق
- أذهب الآن (Go now (1965[7]
- ليالي في الساتان الأبيض (Nights in white satin (1967[8]
- الثلاثاء بعد الظهيرة (Tuesday afternoon (1967[9]
- سؤال (Question (1970[10]
- حلم الجوزاء (Gemini dream (1981[11]
- الصوت (The voice (1981[12]
- أحلامك الأكثر وحشية (1986) Your wildest dreams[13]

باع الفريق 70 مليون ألبوم في جميع أنحاء العالم، منها 18 بلاتينيًا وذهبيًا. تم إدخال الفريق في قاعة مشاهير الروك آند رول Rock and Roll Hall of Fame في عام 2018.

## وصلات خارجية
- الموقع الرسمي